# Elezioni europee del 1989 in Portogallo
Le elezioni europee del 1989 in Portogallo si sono tenute il 18 giugno.

## Risultati
| Liste  | Liste | Gruppo  | Voti      | %     | Seggi |
| ------ | --- | ------- | --------- | ----- | ----- |
|        | Partito Social Democratico (PSD)                                                                          | LDR     | 1.358.958 | 33,79 | 9     |
|        | Partito Socialista (PS)                                                                                   | PSE     | 1.184.380 | 29,45 | 8     |
|        | Coalizione Democratica Unitaria • Partito Comunista Portoghese (PCP) • Partito Ecologista "I Verdi" (PEV) | - CG GV | 597.759   | 14,86 | 4 3 1 |
|        | CDS - Partito Popolare (CDS-PP)                                                                           | PPE     | 587.497   | 14,61 | 3     |
|        | Partito Popolare Monarchico (PPM)                                                                         | -       | 84.272    | 2,10  | -     |
|        | Movimento Democratico Portoghese (MDP)                                                                    | -       | 56.900    | 1,41  | -     |
|        | Unione Democratica Popolare (UDP)                                                                         | -       | 45.017    | 1,12  | -     |
|        | Partito Socialista Rivoluzionario (PSR)                                                                   | -       | 31.775    | 0,79  | -     |
|        | Partito della Democrazia Cristiana (PDC)                                                                  | -       | 29.745    | 0,74  | -     |
|        | Partito Comunista dei Lavoratori Portoghesi (PCTP)                                                        | -       | 26.682    | 0,66  | -     |
|        | Partito Operaio di Unità Socialista (POUS)                                                                | -       | 11.182    | 0,28  | -     |
|        | Fronte della Sinistra Rivoluzionaria (FER)                                                                | -       | 7.833     | 0,19  | -     |
| Totale | Totale | Totale  | 4.022.000 |       | 24    |